# Олівер Цайдлер
Олівер Цайдлер (нім. Oliver Zeidler, 24 липня 1996) — німецький веслувальник і колишній плавець, олімпійський чемпіон 2024 року. Учасник літніх Олімпійських ігор 2020, де в змаганнях одиночок посів 7-ме місце.

## Виступи на Олімпіадах
| Олімпіада  | Дисципліна | Місце |
| ---------- | ---------- | ----- |
| Токіо 2020 | одиночки   | 7     |
| Париж 2024 | одиночки   | 1     |